# Sant Bartomeu de la Valldan
Sant Bartomeu de la Valldan és l'antiga església parroquial de la Valldan agregat a Berga. Està protegida com a bé cultural d'interès local.

## Descripció
Església d'una sola nau coberta amb volta apuntada i amb l'interior totalment enguixat. L'absis ha quedat absorbit per altres construccions d'època moderna. El parament del mur és de carreus de pedra ben escairats i disposats en fileres. En el mur de migjorn hi ha una porta d'arc de mig punt tapiada i una finestra de doble esqueixada.
La porta d'accés a l'església és al mur de ponent amb un arc de mig punt adovellat de dos arcs de degradació coberts amb una arquivolta. La coberta és a dues aigües amb teula àrab. No té gaire obertures però destaca, als peus de l'església, una torre campanar de secció quadrada, molt possiblement, posterior en el temps.

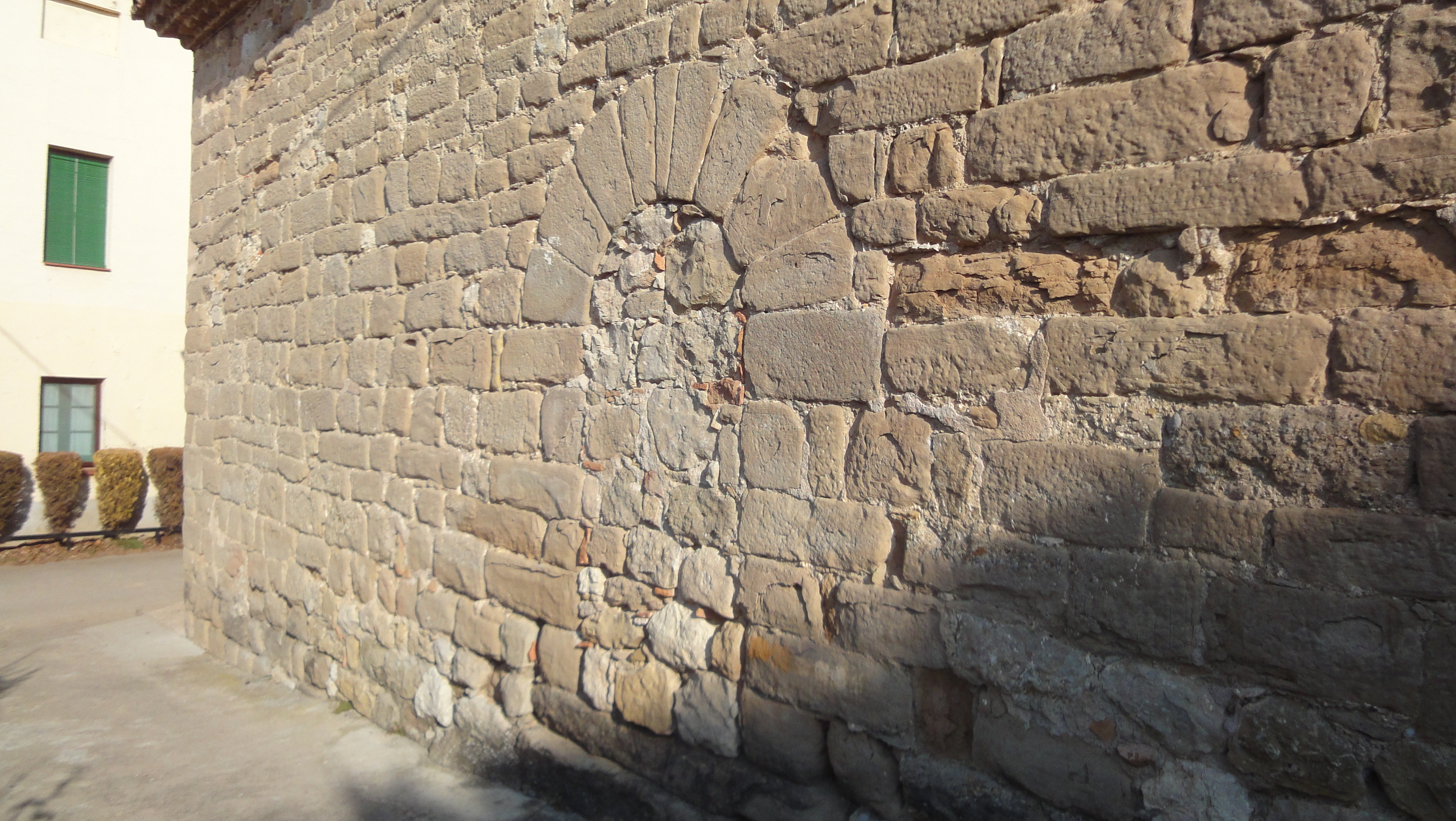
Porta cegada al mur de migdia
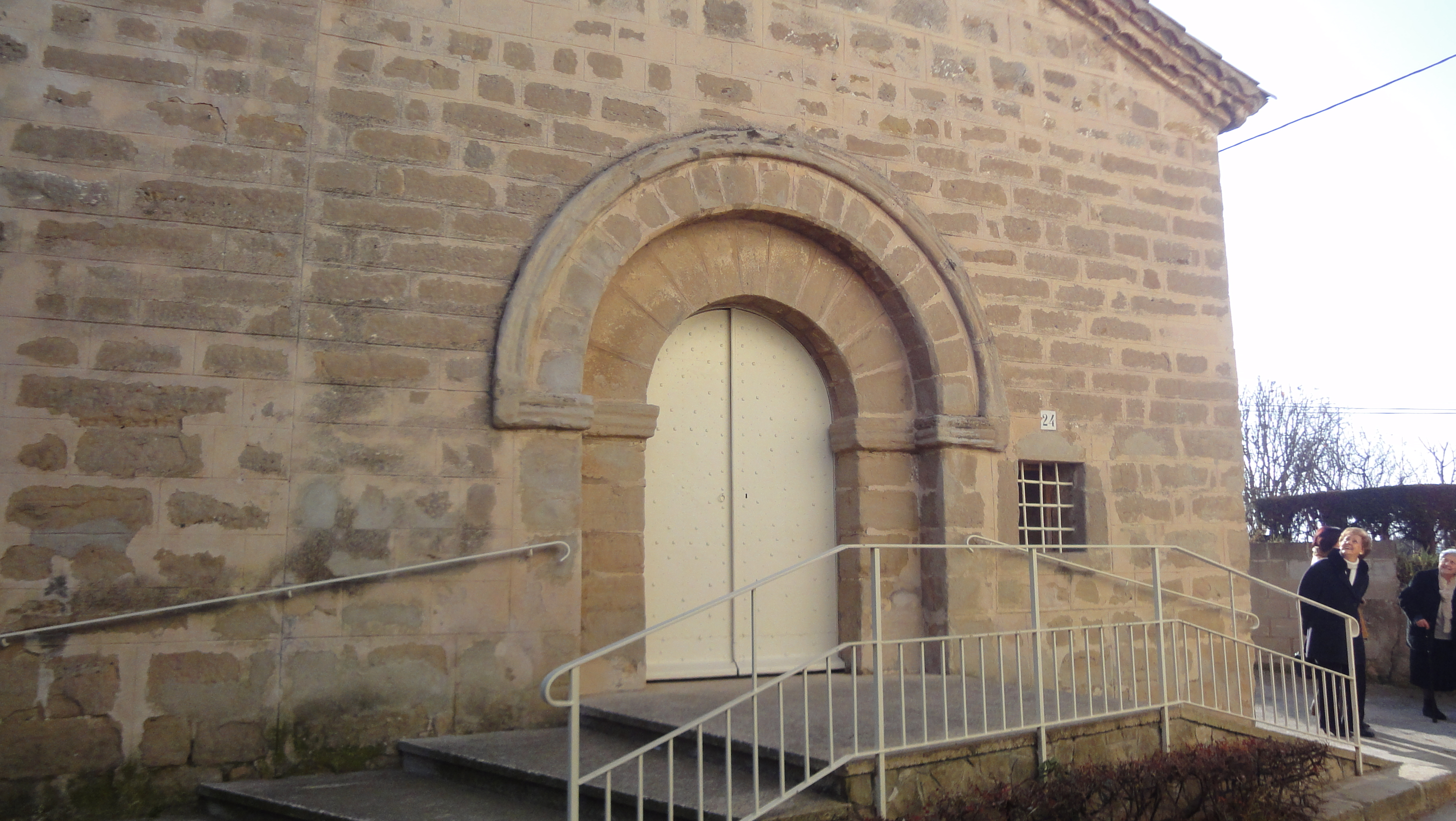
Porta accés a l'església

## Història
Aquesta església fou sufragània de Sant Pere de Madrona, fins que el 1909 es convertí en parròquia. El 1939 fou annexionada a la parròquia de Berga. L'any 1963 el poble fou agregat a Berga.
Va esser beneïda el 24 d'agost del 1607, reconstruint una antiga capella romànica del segle xiii, coneguda amb el nom de Sant Salvador de Monterrot.
Al llarg dels segles XVI al XVIII, s'hi varen fer reformes significatives, obertura d'una nova porta a ponent i l'anul·lació de l'absis. L'any 1943 i el 1965 fou restaurada, i si va afegir el campanar de maons.